# Marie Severin
Marie Severin (East Rockaway, 21 de agosto de 1929 - Huntington, 29 de agosto de 2018) foi uma ilustradora, quadrinista e colorista norte-americana, conhecida por seu trabalho na Marvel Comics e na EC Comics.
Começou a carreira como colorista para os trabalhos do irmão, John Severin, que também trabalhou na Marvel e na EC Comics. Foi co-criadora da Mulher-Aranha.

## Biografia
Marie nasceu na vila de East Rockaway, no condado de Nassau, em Long Island, em 1929. Seu pai era um imigrante norueguês nascido em Oslo e sua mãe, Peg, era de Syracuse, de uma família irlandesa. O casal teve dois filhos, John, o mais velho e Marie. Quando tinha 4 anos, a família se mudou para o Brooklyn, na cidade de Nova Iorque, onde ela estudou em colégio católico e cursou o ensino médio em uma escola apenas para meninas.
Marie cresceu em uma casa voltada para a arte, onde seu pai, um veterano da Primeira Guerra Mundial, tornou-se designer para a casa de moda de Elizabeth Arden, nos anos 1930. Na adolescência, Marie fez cursos de verão em ilustração e desenho. Chegou a trabalhar para uma empresa de seguros local, no sul de Manhattan por alguns anos, enquanto ainda morava com os pais. Ela permaneceu com a família até a morte dele.
Maria trabalhava em Wall Street quando seu irmão John, que já trabalhava como ilustrador na EC Comics, precisou de um colorista para ajudá-lo em seu trabalho. Seu primeiro trabalho foi a edição de número 9 de A Moon, a Girl... Romance, de outubro de 1949. Ela contribuiu em vários outros projetos da EC, incluindo os quadrinhos de guerra e de horror. Quando a EC parou de publicar por conta das audiências no Senado dos Estados Unidos, a respeito do efeito das histórias em quadrinhos nas crianças e estabeleceu a Comics Code Authority, Marie foi brevemente para a Atlas Comics, nos anos de 1950, a predecessora da Marvel Comics.
Com a queda na produção da indústria de quadrinhos por volta de 1957, ela começou a trabalhar para o Federal Reserve de Nova York, onde fez de tudo um pouco, de gráficos para a televisão sobre a situação econômica a ilustrações.

## Morte
Em 11 de outubro de 2007, Marie sofreu um AVC. Foi internada no hospital de Huntington, em Long Island para se recuperar. Em 29 de agosto de 2018, ela sofreu um segundo AVC na casa de cuidados paliativos onde morava e morreu.